# アドメテ (小惑星)
アドメテ (398 Admete) は、小惑星帯に位置する典型的小惑星である。
オーギュスト・シャルロワがニースで発見し、ギリシア神話に登場するアドメテという女性（二人いるうちのどちらかは不明）にちなんで命名された。